# Glochidium (botanika)

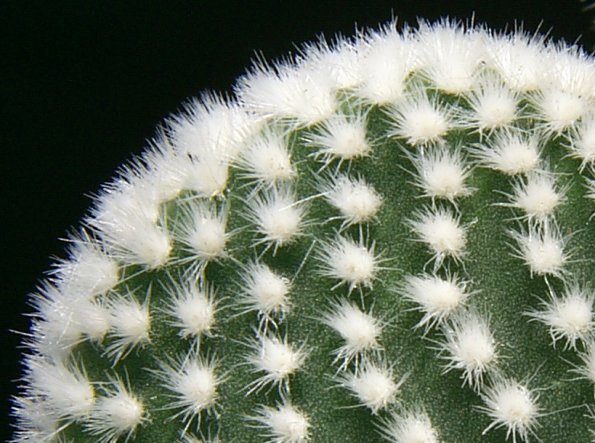
Glochidia u opuncji

Glochidium (l. mn. glochidia; gr. glōchis – grot strzały; -idion – zdrobnienie) – drobny, haczykowato zakończony wyrostek (szczecinka lub włosek) zwykle licznie występujący np. w kępkach.
- Glochidia występują np. na powierzchni massuli u paproci wodnych z rodzaju Azolla, u których mają postać wyrostków z pojedynczym ostrzem[2]. Wyjątkowo (np. u Azolla circinata) glochidia nie są haczykowate, ale skręcone na końcu[3]. Ich zadaniem jest mocowanie massuli do makrospory[4][5].
- W przypadku kaktusowatych mają postać szczecinek z mniej lub bardziej licznymi zadziorkami występującymi w areolach[2]. Są charakterystyczne dla podrodziny Opuntioideae (obejmującej m.in. opuncję)[6] – zob. glochidium
- W języku angielskim termin glochidate stosowany w odniesieniu do wszelkich powierzchni roślin pokrytych zadziorkowatymi włoskami lub szczecinkami[2] (np. owoców[7] lub całych roślin[8]).